# Жоау Віалле
Жоау Віктор Далл'Стелла Віалле або просто Жоау Віалле (порт.-браз. João Victor Dall'Stella Vialle / João Vialle; нар. 19 серпня 2002, Куритиба, Бразилія) — бразильський футболіст, центральний захисник житомирського «Полісся».

## Життєпис
Народився в місті Куритиба, штат Парана. У квітні 2019 року перейшов з «Парани» до академії «Атлетіку Паранаенсі». Дебютував у першій команді 3 травня 2021 року, вийшов на заміну Живі в програному (0:1) матчі Ліги Паранаенсе проти «Азуріса». 
У Серії А дебютував 9 грудня 2021 року, вийшов у стартовому складі в нічийному (1:1) поєдинку проти «Спорт Ресіфі», в якому тренерський штаб виставив резервний склад.
З кінця березня по середину вересня 2023 року виступав в оренді за «Поузу-Алегре». Відіграв 11 матчів у бразильській Cерії C. На початку січня 2024 року вільним агентом перебрався до «Ітуано». Провів 11 матчів у Лізі Паранаенсе, ще 5 разів потрапляв до заявки на матчі бразильської Cерії B, але в жодному з них на поле не виходив.
27 червня 2024 року уклав 4-річний договір з «Поліссям».

## Статистика виступів
Станом на 10 квітня 2022 року
| Клуб                  | Сезон             | Ліга              | Ліга  | Ліга | Чемпіонат штату | Чемпіонат штату | Кубок | Кубок | Конт. кубок | Конт. кубок | Інші  | Інші | Загалом | Загалом |
| Клуб                  | Сезон             | Дивізіон          | Матчі | Голи | Матчі           | Голи            | Матчі | Голи  | Матчі       | Голи        | Матчі | Голи | Матчі   | Голи    |
| --------------------- | ----------------- | ----------------- | ----- | ---- | --------------- | --------------- | ----- | ----- | ----------- | ----------- | ----- | ---- | ------- | ------- |
| «Атлетіку Паранаенсі» | 2021              | Серія A           | 1     | 0    | 2               | 0               | 0     | 0     | 0           | 0           | —     | —    | 3       | 0       |
| «Атлетіку Паранаенсі» | 2022              | Серія A           | 1     | 0    | 7               | 0               | 0     | 0     | 0           | 0           | 0     | 0    | 8       | 0       |
| Усього за кар'єру     | Усього за кар'єру | Усього за кар'єру | 2     | 0    | 9               | 0               | 0     | 0     | 0           | 0           | 0     | 0    | 11      | 0       |

## Досягнення
«Атлетіку Паранаенсі»
- Південноамериканський кубок
  -  Володар (1): 2021